# Erdal Kızılçay
Erdal Kızılçay (Istanboel, 1950) is een Turks multi-instrumentalist. Hij bespeelt de basgitaar, de oed, het drumstel, toetsinstrumenten, de trompet en de viool. Hij is voornamelijk bekend van zijn werk met David Bowie.

## Carrière
Aan het begin van de jaren '80 kwam Kızılçay in aanraking met David Bowie. Hij speelde de basgitaar op een demo van de single "Let's Dance", maar zijn spel kwam niet op de uitgebrachte plaat terecht. In 1986 werkte hij mee aan het album Blah-Blah-Blah van Iggy Pop, geproduceerd door Bowie. Hij liet hier zijn kwaliteit als multi-instrumentalist zien: op het nummer "Shades" bespeelde hij elk instrument, met uitzondering van de gitaar. Hierdoor werd hij een belangrijke muzikant voor Bowie om mee samen te werken, aangezien hij hierdoor niet meer een groot aantal muzikanten in hoefde te huren om een demo op te nemen. Samen met Bowie schreef Kızılçay het titelnummer van de film When the Wind Blows uit 1986. Hierna was hij co-auteur van twee nummers van Bowies daaropvolgende album Never Let Me Down: "Girls", dat door Tina Turner als single werd uitgebracht, en "Too Dizzy". Op het album zelf speelde Kızılçay meerdere instrumenten op bijna ieder nummer. In 1987 ging hij met Bowie mee op diens Glass Spider Tour, waarvan een live-opname in 1988 werd uitgebracht onder de titel Glass Spider. In 1988 werkten Kızılçay, Bowie, Reeves Gabrels en Kevin Armstrong samen voor een project van de Institute of Contemporary Arts, waarvoor zij een remix maakten van Bowie's single "Look Back in Anger" uit 1979.
In 1990 ging Kızılçay mee op Bowies Sound+Vision Tour. Ook werkten de twee samen op het soundtrackalbum The Buddha of Suburbia uit 1993. Ook hier was Kızılçay vrijwel de enige artiest die de instrumenten inspeelde. Hij werd genoemd als co-producer van het album. In 1995 speelde hij mee op het album 1. Outside. Hierna werd de relatie tussen de twee muzikanten minder; zo zou Bowie volgens Kızılçay zich anders tegenover hem gedragen en verwijderde hij het nummer "Too Dizzy" van heruitgaven van Never Let Me Down. Kızılçay besloot hierop dat hij niet meer met Bowie samen wilde werken. Na het overlijden van Bowie in 2016 werd Never Let Me Down geremixt en opnieuw uitgebracht. Kızılçay was niet blij met de nieuwe mixen en dreigde met een rechtszaak.

## Discografie

### Soloalbums
- 1996: Fahrünnisa

### Met David Bowie
- 1987: Never Let Me Down
- 1988: Glass Spider
- 1993: The Buddha of Suburbia
- 1995: 1. Outside

### Met andere artiesten
- 1983: Caverna Magica (met Andreas Vollenweider)
- 1986: Blah-Blah-Blah (met Iggy Pop)
- 1992: Jacques Dutronc au casino (met Jacques Dutronc)
- 1993: When I Was a Boy (met Jane Siberry)
- 1995: Brèves rencontres (met Jacques Dutronc)
- 1997: Soundtrack Hercules
- 1998: Soundtrack Quest for Camelot
- 2004: Vox (met Andreas Vollenweider)
- 2014: Un escalier-Sandra-Charleroi-Un air bête (met Septime Sévère)
- 2015: Sezen aksu (met Royal Philharmonic Orchestra)